# S/2004 S 28
S/2004 S 28 és un satèl·lit natural de Saturn. El seu descobriment va ser anunciat per Scott S. Sheppard, David C. Jewitt iJan Kleyna el 7 d'octubre de 2019 a partir d'observacions realitzades entre el 12 de desembre de 2004 i el 21 de març de 2007.
S/2004 S 28 té uns 4 quilòmetres de diàmetre i orbita Saturn a una distància mitjana de 22,020 Gm en 1220,31 dies, amb una inclinació de 170° respecte a l'eclíptica, en direcció retrògrada i amb una excentricitat de 0,143.